# محافظة نوربوتن
محافظة نوربوتن (بالسويدية: Norrbottens län) (بالفنلندية: Norrbottenin lääni) هي محافظة تقع في أقصى شمال السويد. وتحدها محافظة وستربوتن إلى الجنوب الغربي، وخليج بوثنيا إلى الجنوب الشرقي. كما تحدها مقاطعات نورلان وترومس في النرويج إلى الشمال الغربي، ومحافظة لابلاند في فنلندا إلى الشمال الشرقي.
يستخدم اسم «نوربوتن» أيضا لمقاطعة بنفس الاسم. تغطي مقاطعة نوربوتن فقط الجزء الشرقي من محافظة نوربوتن – وأغلب الداخل ينتمي إلى محافظة لابلاند السويدية (Lappland).
يقع الجزء الشمالي من نوربوتن داخل الدائرة القطبية الشمالية.
تشمل محافظة نوربوتن من محافضة نوربوتن بأكملها وحوالي ثلثي منطقة اللابلاند السويدية.

## الجغرافيا
تغطي محافظة نوربوتن ما يقرب من ربع مساحة السويد، ولكن تسكنها أعداد قليلة من السكان. وهذا ينطبق بشكل خاص على الأجزاء الداخلية من لابلاند.
المناخ قاس وشديد البرودة. ومع ذلك، فإن أيام الصيف الطويلة تسمح للمحاصيل بالنضوج في غضون شهرين أو ثلاثة، والزراعة مهمة تقليديا، وخاصة بالقرب من الساحل وعلى طول الروافد الدنيا لنهر تورن. وتزرع هناك الحبوب، ولا سيما الشعير والبطاطا واللفت، ولكن المحصول الأهم هو القش الذي يجمع للماشية.
وتشمل الأنهار الرئيسية في محافظة نوربوتن (شمال - جنوب) نهر تورن، ونهر لول، ونهر كاليكس، ونهر بيت. تشمل الأنهار المشتركة مع محافظة فاستربوتن نهر سكيليفت ونهر أوم. الأنهار الأخرى التي تتدفق مباشرة إلى البحر والتي لا يقل طولها عن 100 كم هي نهر سانجيس ونهر ران ونهر أوبي ونهر بيش.
تضم المحافظة العديد من الجزر في خليج بوثنيا، والتي تشكل أرخبيل نوربوتن. وهي مقسمة إلى أرخبيل جزر بيتيو (550 جزيرة)، لوليا (1312 جزيرة)، كاليكس (792 جزيرة) و هاباراندا (652 جزيرة). أكبر جزيرة هي رانون في أرخبيل كاليكس.

## تعداد السكان
زاد عدد السكان خلال السنوات المائة الماضية. وبلغ عدد السكان المقدر لعام 2002 250,000 نسمة. وفي تعداد عام 1912، بلغ عدد السكان 166,641 نسمة، (4,000 من الذكور أكثر من الإناث)، وكان حوالي 120,000 منهم ينتمون إلى مقاطعة نوربوتن. كان عدد السكان 110,000 فقط قبل عشرين عاما في تعداد عام 1892. ولكن معظم البلديات في المحافظة شهدت انخفاضا في عدد السكان منذ الستينات، وخاصة في المناطق الداخلية.